# Cretostylops engeli
Cretostylops engeli (лат. , от creteus «меловой» и Stylops, engeli — в честь М. Энджела) — ископаемый вид веерокрылых насекомых рода Cretostylops из семейства Cretostylopidae. Обнаружены в меловых бирманских янтарях Юго-Восточной Азии (Мьянма).
Предположительно, как и другие виды близких родов были паразитами насекомых (все современные виды Stylops — паразиты пчёл рода Andrena). Вид Cretostylops engeli является древнейшим ископаемым представителем всех веерокрылых насекомых. Другие вымершие виды этого отряда обнаружены в доминиканском янтаре (†Bohartilla joachimscheveni, †Myrmecolax glaesi, †Stylops neotropicallis, †Stichotrema beckeri, †Stichotrema dominicanum, †Caenocholax dominicensis и †Caenocholax brodzinskyi) и балтийском янтаре (†Jantarostylops kinzelbachi, †Caenocholax groehni и †Palaeomyrmecolax triangulum, Palaeomyrmecolax weitschati и др.).
Вид был впервые описан в 2005 году палеоэнтомологами Дэвидом Гримальди и Jeyaraney Kathirithamby и назван в честь энтомолога Майкла Энджела (Американский музей естественной истории, США).